# Bailleau-l'Évêque
Bailleau-l'Évêque là một xã thuộc tỉnh Eure-et-Loir trong vùng Centre-Val de Loire nước Pháp. Xã này nằm ở khu vực có độ cao trung bình 159 mét trên mực nước biển.
Thị trấn có lâu đài Levesville (cuối thế kỷ 15), lâu đài Bailleau.